# Komonica skrzydlatostrąkowa
Komonica skrzydlatostrąkowa, komonicznik skrzydlatostrąkowy (Lotus maritimus L.) – gatunek rośliny z rodziny bobowatych (Fabaceae). Według starszych ujęć taksonomicznych gatunek ten zaliczany był do odrębnego rodzaju komonicznik Tetragonolobus  z nazwą naukową Tetragonolobus maritimus (L.) Roth. Występuje w Europie, zachodniej Azji i północnej Afryce. W Polsce jest gatunkiem rzadkim i podlega ochronie.

## Rozmieszczenie geograficzne
Występuje w Europie (Dania, południowa Szwecja, Austria, Czechy, Słowacja, Polska, Ukraina, Niemcy, Węgry, Szwajcaria, Mołdawia, Bułgaria, Rumunia, dawna Jugosławia, Włochy wraz z Sardynią, Francja wraz z Korsyką, Hiszpania), zachodniej Azji (Gruzja, Turcja) i północnej Afryce (północna Algieria, Maroko, Tunezja). W Polsce jest gatunkiem rzadkim. Rośnie na solniskach w środkowej części kraju i w Niecce Nidziańskiej.

## Morfologia
ŁodygaDo 40 cm długości.
Liście5-listkowe. Listki sinozielone, odwrotnie jajowate. Dwa dolne listki jajowatolancetowate.
KwiatyMotylkowe, żółte, 2,5–3 cm długości. Szypułka długości liścia. Rurka kielicha dzwonkowata. Łódeczka z długim, ostrym dzióbkiem.
OwocCzarny strąk o 4 oskrzydlonych kantach.

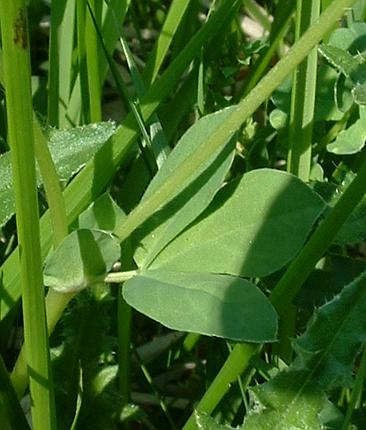
Liście
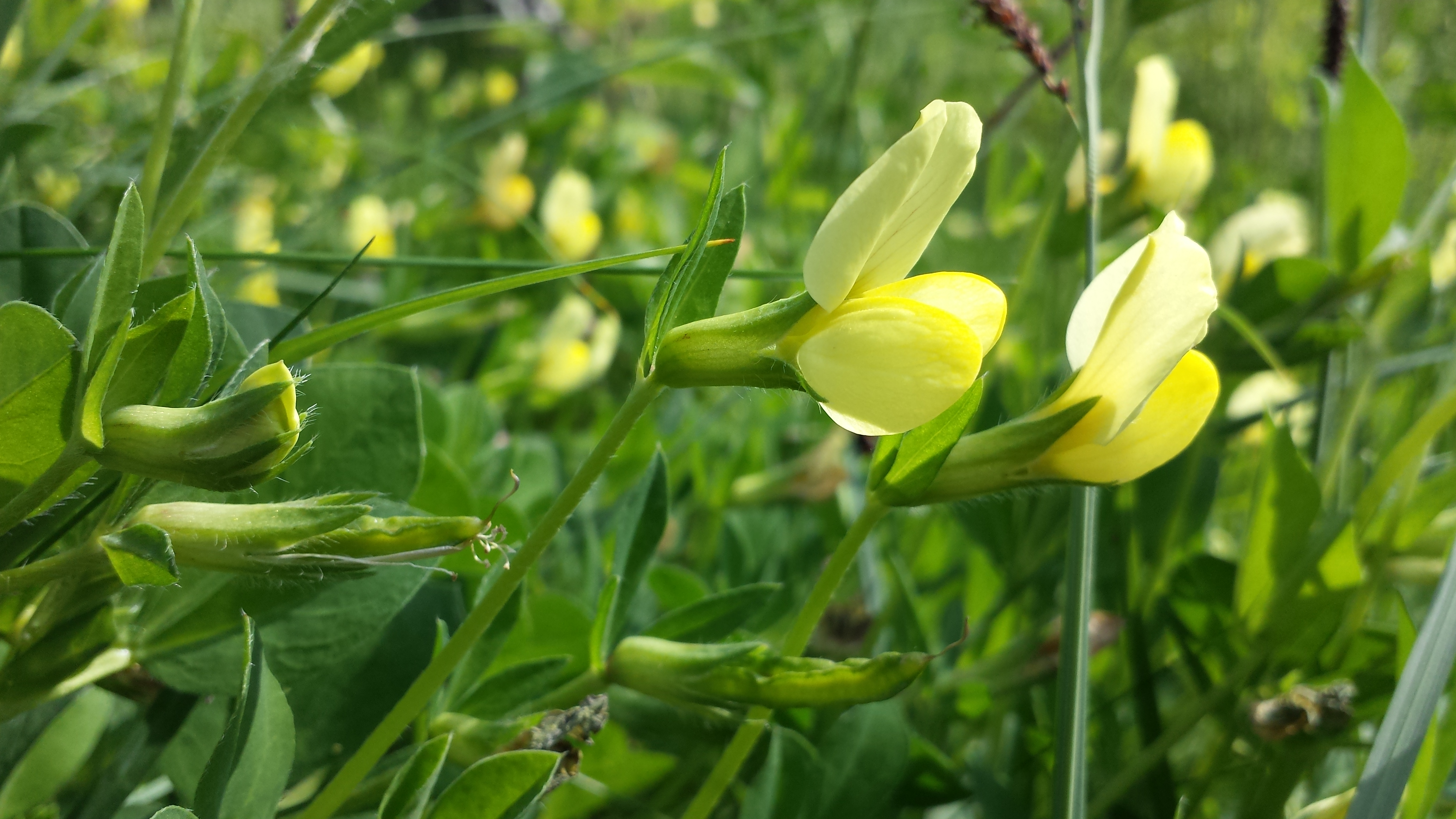
Kwiaty
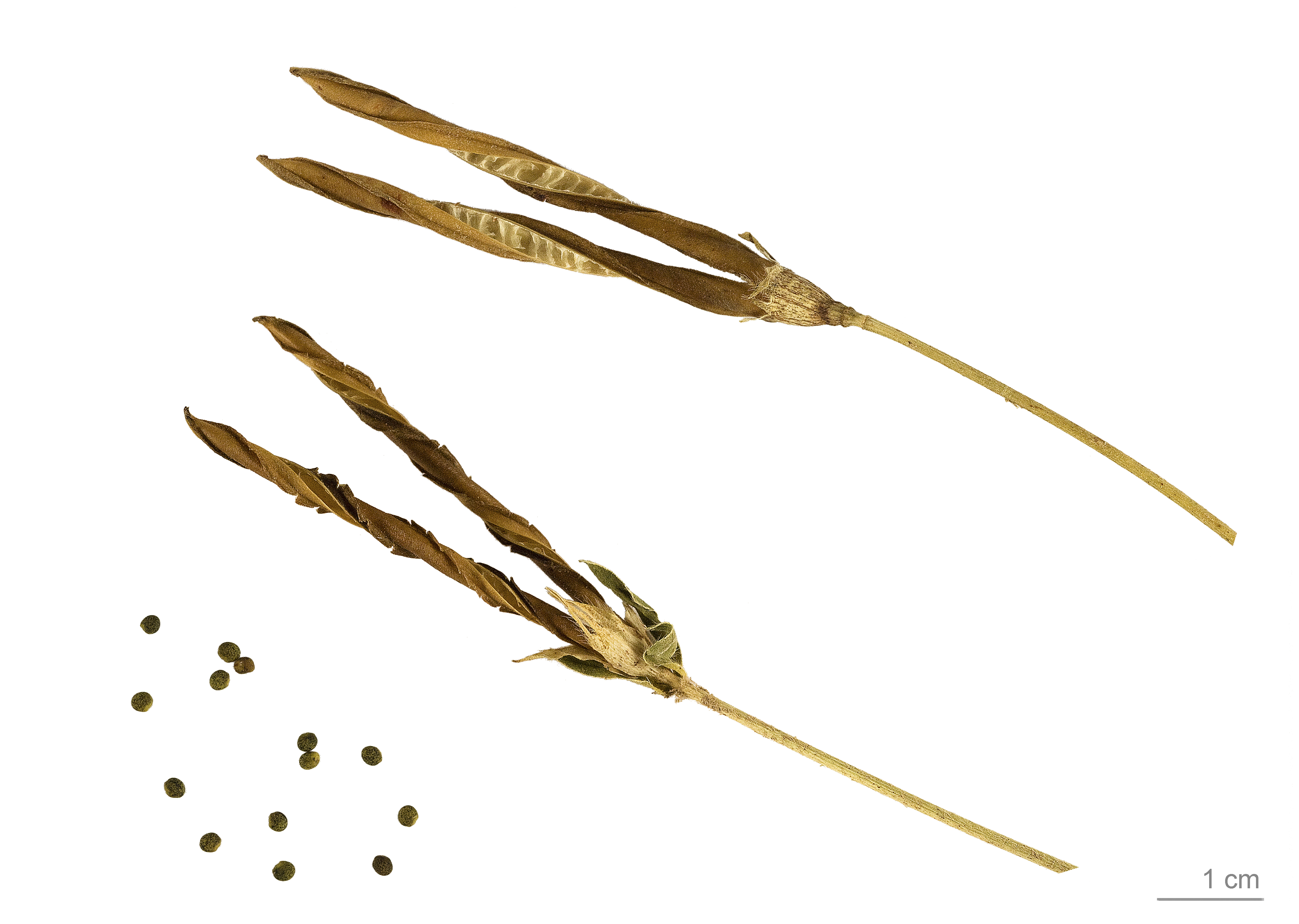
Owoce i nasiona

## Biologia i ekologia
Roślina jednoroczna, halofit. Rośnie na przydrożach i solniskach. Kwitnie od maja do lipca. Gatunek charakterystyczny łąk trzęślicowych ze związku Molinion caeruleae.

## Systematyka i zmienność
W starszych ujęciach systematycznych i wielu polskich źródłach gatunek zaliczany jest do rodzaju komonicznik Tetragonolobus jako komonicznik skrzydlatostrąkowy Tetragonolobus maritimus (L.) Roth. W nowszych pracach gatunek razem z całym rodzajem Tetragonolobus włączany jest do rodzaju komonica Lotus L.
Synonimy: Lotus maritima L., Lotus siliquosus L., Tetragonolobus maritimus (L.) Roth, Tetragonolobus maritimus var. siliquosus O. Bolòs & Vigo, Tetragonolobus prostratus Moench, Tetragonolobus siliquosus Roth, Tetragonolobus tauricus Nyman.

## Zagrożenia i ochrona
Roślina umieszczona na Czerwonej liście roślin i grzybów Polski (2006) w grupie gatunków narażonych na wymarcie (kategoria zagrożenia: V). W wydaniu z 2016 roku otrzymała kategorię NT (bliski zagrożenia).
Od 2014 roku jest objęta w Polsce (jako Tetragonolobus maritimus) ochroną częściową.